# Рейд в долину По
Рейд в долину По — поход карфагенской армии во главе с Магоном Баркой против римлян в Северную Италию во время Второй Пунической войны.

## История
Магон, младший брат Ганнибала, после поражения при Илипе отправился на остров Менорку, а в 205 до н. э. высадился на побережье Италии возле Генуи с 12 тысячами пехотинцев и 2 тысячами всадников, разрушил Геную и привлёк в свои ряды лигуров и галлов. Вскоре из Карфагена ему прислали ещё 6 тысяч пехотинцев, 800 всадников и 7 слонов, чтобы он скорее шёл на соединение с Ганнибалом. Но и у Магона, и у Ганнибала было слишком мало войск, чтобы снова начать широкомасштабную кампанию в Италии.
На протяжении 205—203 годов до н. э. Магон готовил против Рима коалицию из различных североитальянских племён. В 203 до н. э. ему пришлось вступить в сражение при Медиолане с двумя римскими армиями, которыми командовали претор Публий Квинтилий Вар и проконсул Марк Корнелий. Несмотря на то, что римляне превосходили по численности карфагенян, поначалу успех был на стороне Магона. Римская конница была оттеснена, пехота расстроена, но смелая атака одного из римских легионов из засады привела к тяжёлому ранению Магона в бедро. Его армия, оставшаяся без командования, обратилась в бегство и потеряла 5 тысяч человек. Затем из Карфагена пришёл приказ следовать в Африку, и армия Магона направилась к лигурийскому побережью. Во время этого плавания Магон умер от раны.